# Elachistocleis piauiensis
Elachistocleis piauiensis är en groddjursart som beskrevs av Ulisses Caramaschi och Jorge Jim 1983. Elachistocleis piauiensis ingår i släktet Elachistocleis och familjen Microhylidae. IUCN kategoriserar arten globalt som livskraftig. Inga underarter finns listade i Catalogue of Life.